# Alípio
Alípio Duarte Brandão, meglio noto come Alípio (Brasilia, 7 giugno 1992), è un ex calciatore brasiliano, di ruolo attaccante.

## Carriera
Ha giocato nella massima serie dei campionati cipriota e brasiliano.

## Palmarès

### Competizioni statali
- Campionato Baiano: 1

Vitória: 2016